# Milan Martić
Milan Martić (en serbi: Милан Мартић) és un polític serbi, condemnat per crims de guerra el 12 de juny de 2007 pel Tribunal Penal Internacional per a l'antiga Iugoslàvia. Va liderar les forces sèrbies a Croàcia durant la Guerra de la Independència de Croàcia.
Martić va néixer el 18 de novembre de 1954 prop de Knin, ciutat de la qual era cap de la policia local en el moment de la declaració d'independència de Croàcia. Des del 4 de gener de 1991 fins a l'agost de 1995, Martić va ocupar diversos càrrecs de responsabilitat, (President, el ministre de Defensa, Ministre de l'Interior) a les oficines no reconegudes de la Comunitat Autònoma de Sèrbia (SAO) de Krajina i la República Sèrbia de Krajina (RSK). Martić es va presentar pel Partit Socialista de Sèrbia a les eleccions presidencials de 1993 a la Krajina Sèrbia, amb el suport de Slobodan Milošević. A la segona volta d'aquestes eleccions, el 1994, va ser elegit president i va romandre en el poder fins a la caiguda de la Krajina Sèrbia durant l'Operació Tempesta del 1995.

## Acusat i condemnat per crims de guerra

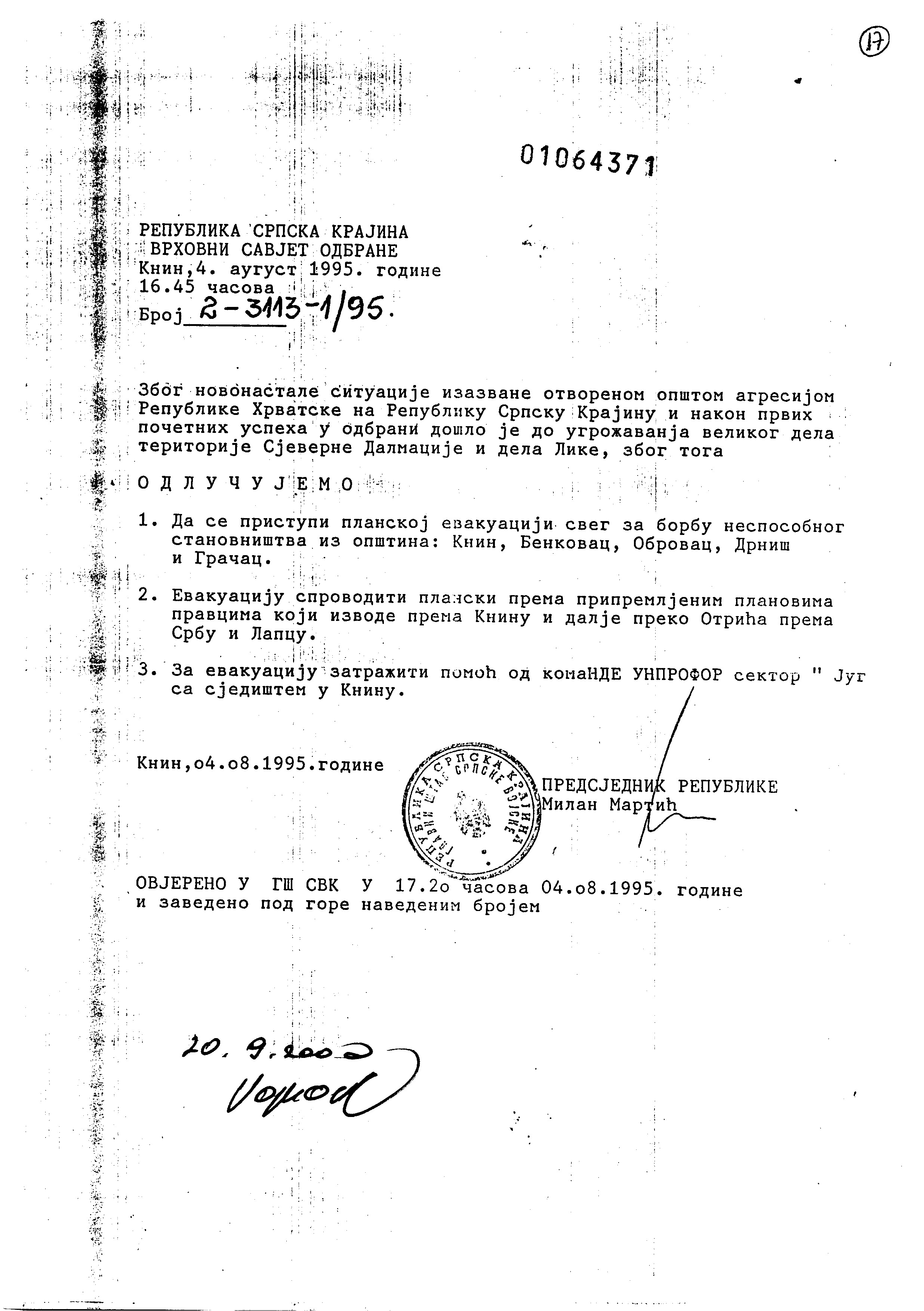
Ordre del 4 d'agost de 1995 del Consell de Seguretat de la RSK i signada per Martić ordenant l'evacuació de civils dels pobles de l'àrea de Knin.

Acusat per primer cop pel Tribunal Penal Internacional per a l'antiga Iugoslàvia el 25 de juliol de 1995, Martić es va lliurar el 15 de maig 2002, i va ser traslladat al tribunal de la Haia el mateix dia. Va ser acusat d'assassinat, persecucions, tracte inhumà, desplaçaments forçats, pillatge de béns públics o privats, i destrucció arbitrària de ciutats i pobles. Ell es va declarar innocent de tots els càrrecs. Segons l'acusació del Tribunal, "va ajudar a organitzar una campanya de neteja ètnica de croats i altres no serbis de Krajina, on vivien 78.000 persones, i pràcticament la totalitat de la població no sèrbia va ser desplaçada per la força, deportada o assassinada". Originalment va ser acusat només d'ordenar un atac amb coets a Zagreb, que va matar set civils, com a represàlia a l'Operació Tempesta. Martić va aparèixer més tard a la televisió i la ràdio sèrbia, admetent haver ordenat el bombardeig.

El seu judici va començar el 13 de desembre de 2005 i va concloure el 12 de gener de 2007 El 12 de juny, Martić va ser condemnat a 35 anys de presó. La sentència va ser confirmada pel Consell d'Apel·lació del Tribunal el 8 d'octubre de 2008. Durant el judici, un dels altres líders serbis que es van revoltar a Croàcia, Milan Babić, va dir que tota la guerra a Croàcia era responsabilitat de Martić, i que fou orquestrada des de Belgrad. La sentència va ser especialment perjudicial per al llegat de la República Sèrbia de Krajina, considerant Martić d'haver estat part d'una "empresa criminal conjunta" en la qual també hi eren Blagoje Adžić, Milan Babić, Radmilo Bogdanović, Veljko Kadijević, Radovan Karadžić, Slobodan Milošević, Ratko Mladić, Vojislav Šešelj, Franko Simatović, Jovica Stanišić, i Dragan Vasiljković.
El juny de 2009 va ser traslladat per complir la condemna a la presó de Tartu, a Estònia.